# Cornelius Jansen

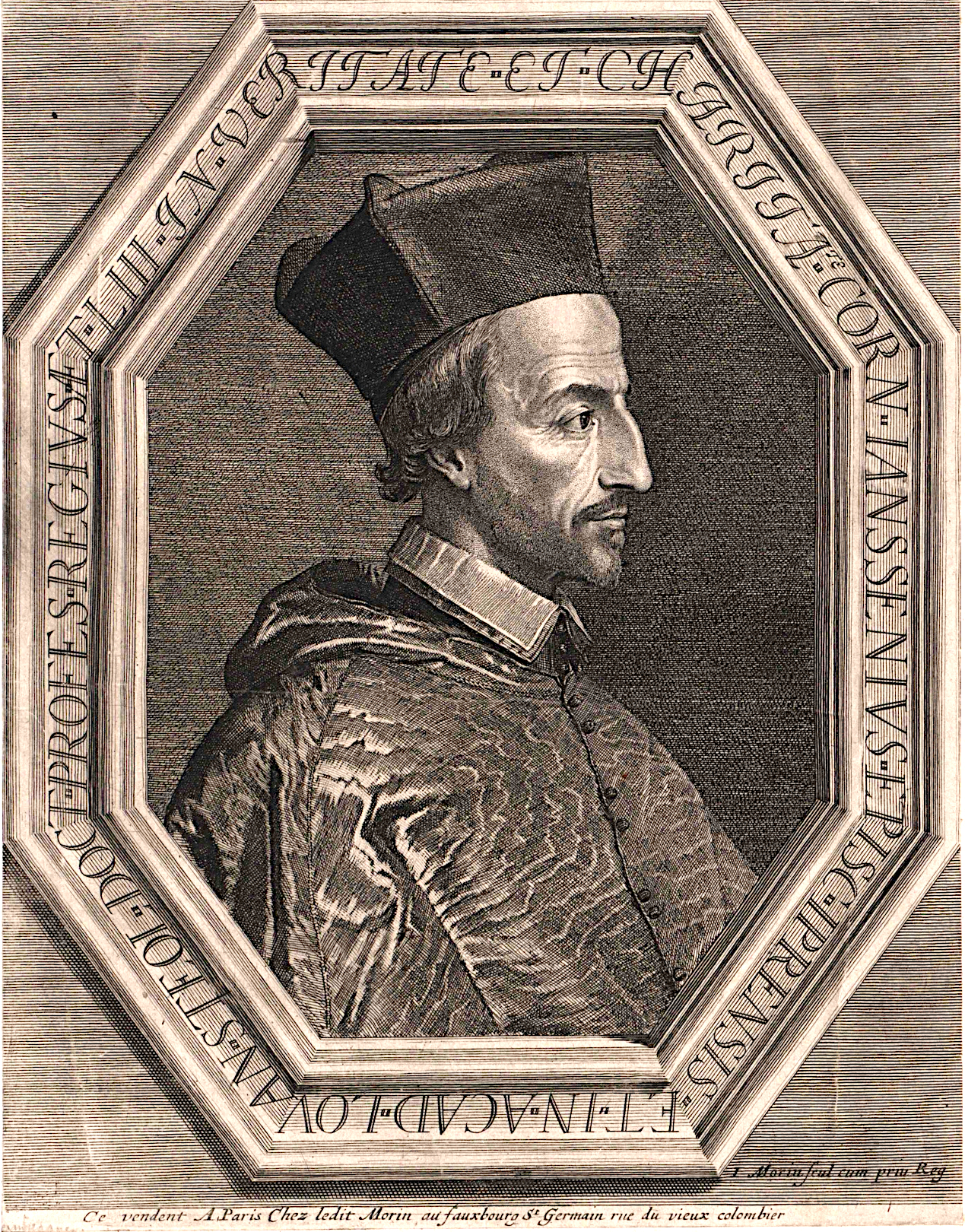
Cornelius Jansen

Cornelius Jansen, cunoscut și sub numele de Jansenius, (n. 28 octombrie 1585, Acquoy⁠(d), Gelderland, Țările de Jos – d. 6 mai 1638, Ieper, Flandra, Belgia) a fost un cunoscut teolog catolic neerlandez.
Este considerat fondatorul mișcării teologice numită jansenism.